# زیردریایی کی-۳۳
زیردریایی کی-۳۳ (به انگلیسی: Soviet submarine K-33) یک زیردریایی است که طول آن ۱۱۴ متر (۳۷۴ فوت ۰ اینچ) می‌باشد. این زیردریایی در سال ۱۹۶۰ ساخته شد.